# شبدر ایرانی
شبدر ایرانی (به فارسی دری: شَفتَل) از شاخه پیدازادان، زیر شاخه نهاندانگان، رده دولپه ایها، زیر رده جدا گلبرگ‌ها، راسته گلسرخ، تیره بقولات، زیرتیره پروانه آسا، طایفه سه برگچه‌ای، جنس تریفولیوم، گونه ریسوپیناتوم است.

## مشخصاتسیستماتیکشبدر ایرانی
در شبدر ایرانی، تعداد ژنوم پایه جنس تریفولیوم برابر هشت (۸=x) است و از نظر ژنتیکی یک دیپلوئید خودگشن است. اگر چه در یکی از منابع مدارک محکمی درباره دگرگشن بودن گیاه ذکر شده است.

## اکوتیپهایمعروف شبدر ایرانی
شبدر ایرانی دارای اکوتیپ‌های زیادی است که نام هر اکوتیپ از نام منطقه کاشت آن گرفته شده است. از جمله این نامها می‌توان به هفت چین استان مرکزی (شاندز)، هفت چین اناج، یک چین و دوچین کرمانشاه، قورچی باشی، الشتر لرستان، هراتی بروجرد، سوریان آباده، اقلید فارس، لردگان چهارمحال و بختیاری و ... اشاره نمود.

## مشخصات زراعی شبدر ایرانی
شبدر ایرانی گیاهی است یکساله و پاییزه، که در زمستان رشد اصلی آن به صورت رویشی و خوابیده در روی زمین است و در بهار به صورت ایستاده رشد می‌کند. دارای ارتفاعی بین ۴۵ تا ۹۰ سانتیمتر است. در خاکهای قلیایی (خاکهایی با pH بیشتر از ۶)، مرطوب و سنگین بهتر رشد می‌کند. به صورت تر، خشک، سیلو، مرتع و چراگاه قابل مصرف است، به صورت تنها یا مخلوط با گرامینهها مثل مرغ کشت می‌شود. وزن هر دانه آن حدد ۰/۷ گرم است. در اغلب مناطق سرد و نیمه سردسیر سازگاری یافته است. متوسط عملکرد علوفه خشک آن ۲ تا ۵ تن در هکتار است ولی در آزمایشها تا ۱۰ تن در هکتار گزارش شده است.

## آفات و بیماری‌ها
از مهم‌ترین آفاتی که به شبدر حمله می‌کند و میزان محصول را کاهش می‌دهد، می‌توان به شته ها، سوسک سرخرطومی تخمدان شبدر و حلزون می‌توان اشاره نمود.
از بیماریهای مهم شبدر در ایران می‌توان به لکه سیاه بدر، سفیدک دروغی شبدر، سفیدک حقیقی شبدر، پوسیدگی ریشه و برگ اشاره کرد.
برداشت